# استایرن
منومر استایرِن مایعی هیدروکربنی ای آروماتیک از خانواده وینیل با فرمول‌شیمیایی C6H5CH=CH2 یا(C8H8) است. نقطه جوش آن ۱۴۶ درجه سلیسیوس و چگالی آن ۹/۰ گرم بر سانتی مترمکعب است.
بیشتر در فرآوری پلاستیک‌های پلی استایرن به کار می‌رود. روش بزرگ فرآوری استایرن از راه واسطه اتیل بنزن است. نخست بنزن با اتیلن، آلکیل‌دار می‌شود. سپس بر روی کاتالیزگر آلومینیوم کلرید(AlCl3)، فُسفریک اسید جامد یا سیلیس – آلومین به استایرن، هیدروژن زدایی می‌شود.

## انواع کاربرد های استایرن
استایرن علاوه بر مونومر پلی استایرن بودن، به تنهایی کاربرد های صنعتی قابل توجهی نیز داراست. از مولکول استایرن در ساخت انواع پلاستیک، رزین و لاستیک استفاده می‌گردد. یکی از مهم‌ترین محصولاتی که استایرن در ساخت آنها نقش دارد آکریلونیتریل بوتادین استایرن یا ABS می‌باشد.

## خطرات آتش سوزی و انفجار
مایعی است سوختنی و بخار آن با هوا یک درهم قابل انفجار فرآوری می‌کند. نزدیک اشتعال آن ۱/۱ و ۱/۶ درصد حجمی بخار استایرن در هوا بوده و نقطه اخگر زنی آن ۳۲ درجه سلیسیوس می‌باشد. با نگرش به سنگینتر بودن بخار آن از هوا، این گاز می‌تواند مسافت فراوانی را طی کند تا به یک منبع اخگر برسد و مایه برگشت اخگر گردد. 
برای خاموشیدن آن می‌توان از آب به گونه افشانه، CO۲، پودر شیمیایی یا کف بهره‌گیری نمود. باید نگریست که به هنگام آتش سوزی می‌شود پراکسیدهای آلی قابل انفجار پایه ریزی شوند. به هنگام عملیات اطفاء باید از عینکهای نگهبان و ماسک بهره‌ گرفت.

## خطرات بهداشتی
سبب تحریک سیستم تنفسی و چشم می‌گردد. اگر فرد به مدت بسیار در تماس با حجم قابل توجهی از استایرن قرار گیرد، می‌شود اثرات سیستماتیک در وی بروز نماید. T.L.V آن PPM ۱۰۰ بوده و بکارگیری عینک نگهبان و ماسک تنفسی رهنمود می‌شود.
استایرن در بطریهای شیشه‌ای، قوطی‌های ۱ تا ۵ گالنی، بشکه‌های فلزی ۵۵ گالنی و مخازن ویژه نگهداری و حمل می‌شود. اگر در انباشتگاه استایرن پلی مریزه شود، می‌شود انباشتگاه با انفجار شدید نابود شود بر همین اساس بیشتر به آن ماده‌ای موسوم به بازدارنده جهت جلوگیری از این عمل اضافه می‌کنند. اگر محلول استایرن برای بیش از ۳۰ روز نگهداری می‌شود، باید مقدار بازدارنده آن هر هفته آزمایش شود. ساختمان انبار استایرن باید دارای خصوصیات انبار مایعات قابل اشتعال باشد.